# Palaemon serratus
A Palaemon serratus a felsőbbrendű rákok (Malacostraca) osztályának tízlábú rákok (Decapoda) rendjébe, ezen belül a Palaemonidae családjába tartozó faj.

## Előfordulása
A Palaemon serratus előfordulási területe az Atlanti-óceán keleti részén van, Dániától kezdve, egészen Mauritániáig. A Földközi- és a Fekete-tengerekben is fellelhető.

## Képek

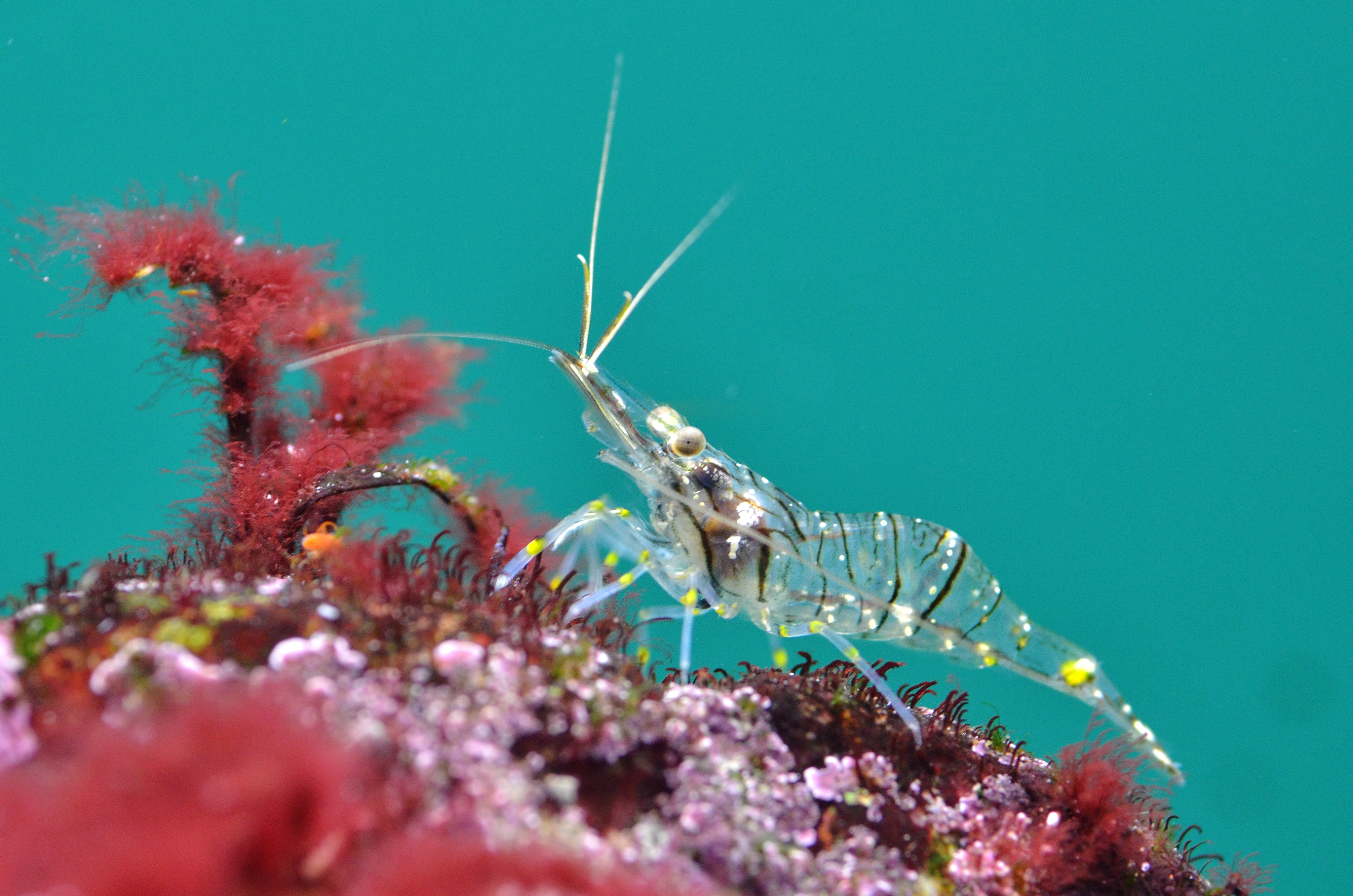
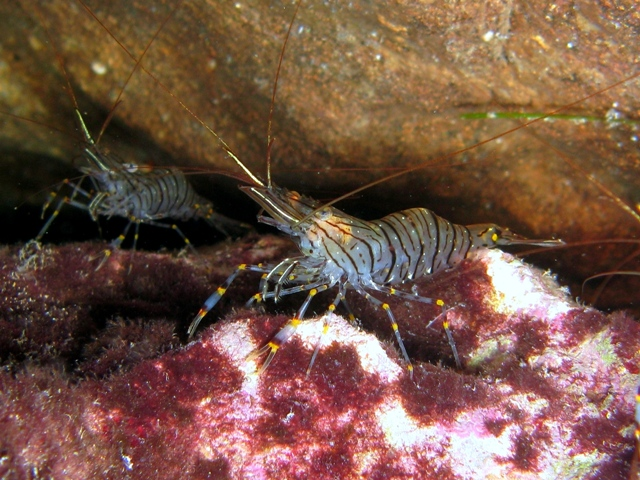
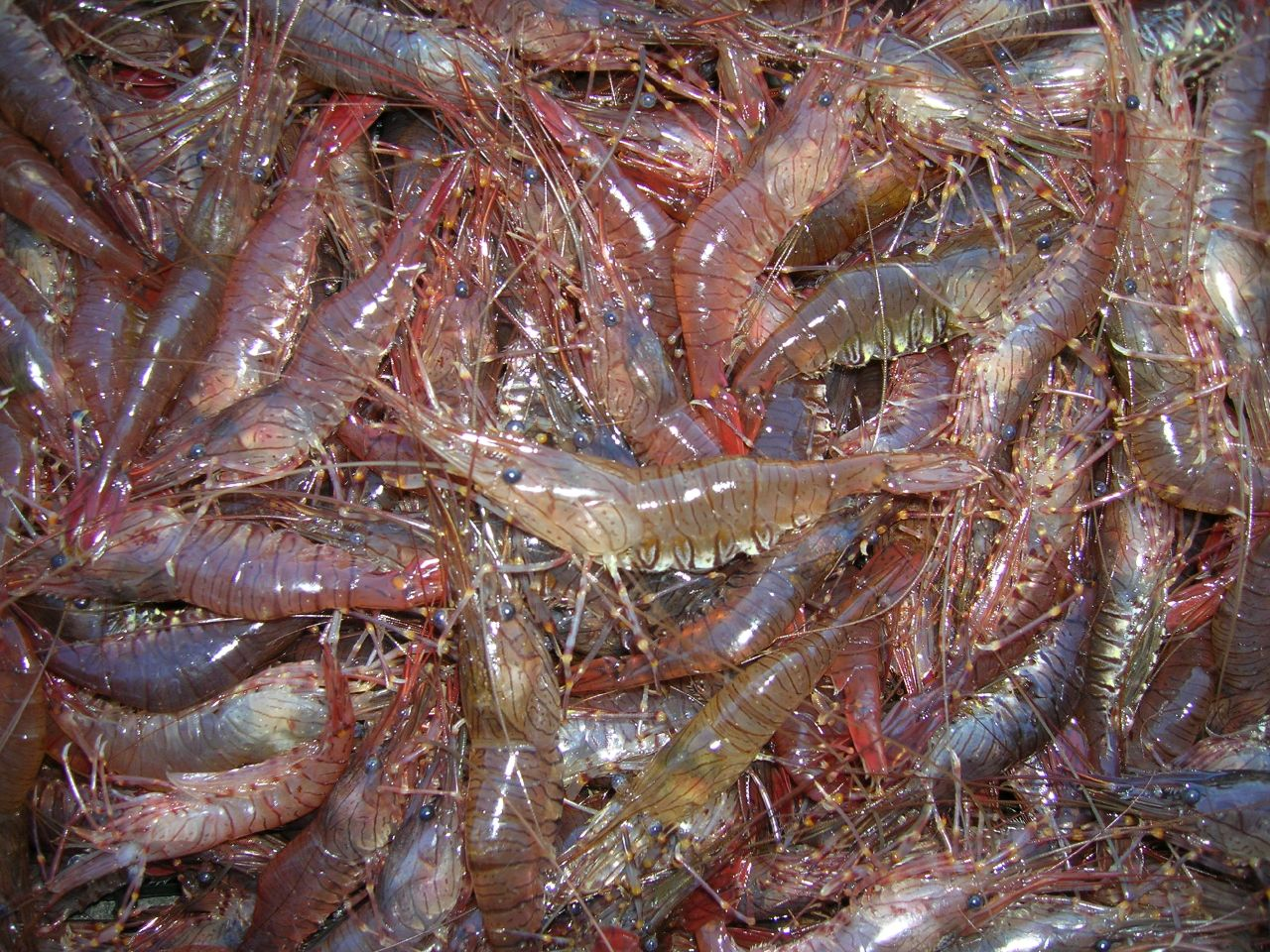

## Megjelenése
Ez a rákfaj abban különbözik a többitől, hogy a pofavégi nyúlványa felfelé hajlik, továbbá a felső állkapcsában 6-7 és az alsó állkapcsában 4-5 fogszerű képződmény ül. A körülbelül 10 centiméteres rák teste rózsaszínes-barna, vörös mintázattal. E testhosszával a Brit-szigetek legnagyobb garnélarákfaja.
Azon kevés gerinctelenek egyike, amelynek a hallását tanulmányozták. A tudósok rájöttek, hogy képes hallani 100 Hz és 3 kHz közötti frekvenciákat.

## Életmódja
A Palaemon serratus körülbelül 40 méteres mélységekben él. Csoportosan a sziklák részeibe rejtőzik. A nőstények gyorsabban nőnek, mint a hímek. Az év során az állománysűrűség változó, de ősszel vannak a legtöbben. Ez a rákfaj számos halnak szolgál táplálékul, többek között a tengerimárna-féléknek (Mullidae), Moronidae-fajoknak, tengeri durbincsféléknek (Sparidae) és békahalalakúaknak (Batrachoidiformes). Ha nem fogja meg semmi, akkor a Palaemon serratus 3-5 évig élhet.

## Felhasználása
Ennek a ráknak ipari mértékű halászata van. Walesben tenyésztik is. 1999-ben Írország vizeiben 548 tonnát fogtak ki; ez rekordnak számít. Ezt a rákfajt a túlhalászás veszélye fenyegeti, emiatt szabályokat vezettek be a védelme céljából.

### Fordítás
- Ez a szócikk részben vagy egészben  a   Palaemon serratus című angol Wikipédia-szócikk ezen változatának fordításán alapul.  Az eredeti cikk szerkesztőit annak laptörténete sorolja fel. Ez a jelzés csupán a megfogalmazás eredetét és a szerzői jogokat jelzi, nem szolgál a cikkben szereplő információk forrásmegjelöléseként.